# Christian von Grünigen
Christian von Grünigen (ur. 1878, zm. 23 września 1923) – inżynier i architekt, szwajcarski porucznik rezerwy.

## Życiorys
W 1922 roku wystartował w zawodach o Puchar Gordona Bennetta na balonie Genève z Louisem Ansermierem. Pochodził z Berna i był oficerem kompanii lotniczej Landwehry. Po ukończeniu architektury zamieszkał w Saanen, gdzie prowadził dużą firmę z branży drzewnej. Miał żonę i troje dzieci. Należał do szwajcarskiego Aeroklubu i posiadał licencję pilota cywilnego. W 1923 roku wziął udział w XII zawodach o Puchar Gordona Bennetta. Leciał na balonie Genève z Ferdinandem Wehrenem, który zastąpił porucznika Bürki. Po starcie 23 września w trakcie lotu nadciągnęła burza i balon na wysokości 2500 m n.p.m. został uderzony piorunem. Grüningen zginął na miejscu, a Ferdinand Wehren musiał jeszcze przez chwilę walczyć, zanim spadł, ponieważ jego ręce były wciąż zaciśnięte na linach. Na ziemi balon prawie całkowicie spłonął, a kosz został zmiażdżony. Odznaka balonu z herbem Genewy została przekazana Muzeum Sztuki i Historii w Genewie.
27 września w Brukseli odbył się pogrzeb trzech z pięciu ofiar zawodów. Trumny ustawiono w jednej z sal szpitala wojskowego. W pogrzebie wzięli udział: przedstawiciele króla, Minister Obrony Narodowej, ambasador Hiszpanii, chargé d’affaires Szwajcarii w Belgii oraz członkowie Aeroklubu Belgii. Trumny przykryto flagami Szwajcarii i Hiszpanii. Po uroczystościach religijnych przemawiał prezes Aeroklubu, ambasador Hiszpanii i chargé d’affaires Szwajcarii. W uroczystościach wzięło udział 300 000 osób. Właściwy pogrzeb odbył się 30 września w Saanen. Wzięło w nim udział około 1000 osób. Na ścianie kościoła umieszczono pamiątkową tablicę z tekstem, na którym została umieszczona nieprawidłowa data: Zum ehrenden Andenken an (...) Christian von Grünigen und Ferdinand Wehren, Bürger der Gemeinde Saanen, deren Ballon vom Blitz getroffen bei Mall (Belgien) am 21. September 1923 abstürzte (Pamięci Christiana von Grünigen i Ferdinanda Wehrena, mieszkańców gminy Saanen, których balon uderzony piorunem w pobliżu Mall (Belgia) 21 września 1923 runął na ziemię).